# Same Love
"Same Love" é uma canção do rapper norte-americano Macklemore e do seu produtor Ryan Lewis, gravada para o álbum de estreia de ambos The Heist. Conta com a participação da cantora Mary Lambert, sendo escrita pelos três intérpretes, com o auxílio de Curtis Mayfield, e produzida por Lewis. O seu lançamento ocorreu a 18 de Julho de 2012 através da editora discográfica independente Macklemore LLC. Desde então, conseguiu alcançar a primeira posição nas tabelas musicais da Austrália e Nova Zelândia, sendo que Australian Recording Industry Association (ARIA) certificou a faixa com quatro platinas com vendas superiores a 280 mil cópias no território australiano. A sua letra faz referência à legalização do casamento entre pessoas do mesmo sexo, sendo utilizada na campanha para o referendo Washington Referendum 74, que foi mais tarde aprovado e permitiu a união de facto entre homossexuais no estado de Washington.
Foi interpretada pela dupla juntamente com a cantora Madonna no Grammy de 2014.

## Desempenho nas tabelas musicais

### Posições
| Tabela musical (2012-2013)                   | Melhor posição |
| -------------------------------------------- | -------------- |
| Alemanha - Media Control AG                  | 38             |
| Austrália - ARIA Singles Chart               | 1              |
| Áustria - Ö3 Austria Top 75                  | 61             |
| Bélgica - Ultratop (Flandres)                | 17             |
| Bélgica - Ultratop (Valónia)                 | 26             |
| Canadá - Canadian Hot 100                    | 4              |
| Eslováquia - IFPI                            | 8              |
| Estados Unidos - Billboard Hot 100           | 11             |
| Estados Unidos - Billboard Pop Songs         | 5              |
| Estados Unidos - Billboard R&B/Hip-Hop Songs | 3              |
| Estados Unidos - Billboard Rap Songs         | 2              |
| Estados Unidos - Billboard Alternative Songs | 31             |
| França - SNEP                                | 19             |
| Irlanda - IRMA                               | 6              |
| Itália - FIMI                                | 51             |
| Nova Zelândia - NZ Top 40 Singles Chart      | 1              |
| Países Baixos - Mega Single Top 100          | 13             |
| Chéquia - IFPI Česká Republika               | 45             |
| Reino Unido - UK Singles Chart               | 9              |
| Reino Unido - UK R&B Singles Chart           | 1              |
| Reino Unido - UK R&B UK Indie Chart          | 1              |
| Suécia - Sverigetopplistan                   | 59             |
| Suíça - Schweizer Hitparade                  | 48             |

### Certificações
| País           | Provedor     | Certificação |
| -------------- | ------------ | ------------ |
| Austrália      | ARIA         | 4× Platina   |
| Canadá         | Music Canada | Ouro         |
| Estados Unidos | RIAA         | Platina      |
| Nova Zelândia  | RIANZ        | 2× Platina   |